# T'Challa (Marvel Cinematic Universe)
T'Challa je fiktivní postava z Marvel Cinematic Universe, kterou ztvárnil Chadwick Boseman. Postava je založená na stejnojmenné postavě z komiksů Marvel Comics, se kterou sdílí i svůj titul Black Panther. V Marvel Cinematic Universe byl T'Challa nejdříve princ, následně po atentátu, král Wakandy. Zpočátku se dostal do konfliktu s Avengers, v domněnce, že Barnes zabil jeho otce, ale později se k nim přidal a bojoval po jejich boku proti Thanosovi.
T'Challa se poprvé objevil ve filmu Captain America: Občanská válka z roku 2016 a objevil se v dalších třech filmech a seriálu Co kdyby…?.
Poté, co Chadwick Boseman zemřel v srpnu 2020 na rakovinu tlustého střeva, prezident Marvel Studios Kevin Feige potvrdil, že postava nebude přeobsazena ani nebude použit digitální dvojník a postava se tak neobjeví v pokračování Black Panther: Wakanda nechť žije.

## Fiktivní biografie

### Zastavení Barnese
Na mírové konferenci ve Vídni, kde má být ratifikována Sokovijská dohoda – dohoda upravující dozor nad superhrdiny a jejich nasazení, zabije bomba T'Challova otce, krále T'Chaku z Wakandy.
Bezpečnostní záběry naznačují, že atentátníkem je Bucky Barnes, kterého si T'Challa dá za slib zabít. Steve Rogers a Wilson společně sledují Barnese do Bukurešti a pokoušejí se ho ochránit před T'Challou a úřady, ale všechny čtyři, včetně T'Chally, zadrží bukurešťská policie spolu s Rhodesem. Helmut Zemo, který se vydává za psychiatra vyslaného k rozhovoru s Barnesem, začne číst spouštěcí slova, aby aktivoval Barnesovo alter-ego Winter Soldiera, a pustí Barnese do budovy aby zakryl svůj vlastní útěk. Rogers zastaví Barnese a ukryje ho, přičemž naverbuje několik dalších Avengerů, aby mu pomohli jít po Zemovi. Tony Stark sestaví svůj vlastní tým složený z T'Chally, Romanovové, Rhodese, Visiona a Parkera, aby zajal Rogersův tým.
Starkův tým zachytí Rogersovu skupinu na letišti v Lipsku, kde bojují proti sobě, dokud Romanovová nezpomalí T'Challu, aby umožnila Rogersovi a Barnesovi uniknout. T'Challa však sleduje Rogerse a Barnese do úkrytu Hydry na Sibiři, kde zjistí, že Zemo je skutečným pachatelem. Zatímco Rogers a Barnes bojují se Starkem, T'Challa zastaví Zema ve spáchání sebevraždy a zatkne ho.
T'Challa následně poskytne Barnesovi azyl ve Wakandě, kde se Barnes rozhodne vrátit ke kryogennímu spánku, dokud nebude nalezen lék na jeho alter-ego Winter Soldiera.

### Králem Wakandy
Poté, co T'Chaka zemřel, T'Challa převezme'e wakandský trůn. Na ceremonii, vůdce kmene Jabari M'Baku vyzve T'Challu o korunu v rituálním boji. I když má M'Baku zpočátku navrch, T'Challa M'Baku porazí a přesvědčí ho, aby se raději vzdal než zemřel.
Později, Ulysses Klaue a jeho komplic Erik Stevens ukradnou wakandanský artefakt z londýnského muzea. T'Challa, Okoye a Nakia proto cestují do Pusanu v Jižní Koreji, kde Klaue plánuje prodat artefakt agentovi CIA Everettu K. Rossovi. Propukne zde však přestřelka a Klaue se pokusí uprchnout, je však chycen T'Challou, ale musí ho neochotně propustit do Rossovy vazby. Erik následně zaútočí a vytáhne Klaue, při čemž je Ross těžce zraněn. Místo aby pronásledoval Klaue, T'Challa vezme Rosse do Wakandy, kde ho jejich technologie zachrání. Zatímco Shuri léčí Rosse, T'Challa konfrontuje Zuri kvůli N'Jobuovi.
Zuri mu vysvětlí, že N'Jobu plánoval sdílet technologii Wakandy s lidmi afrického původu po celém světě, aby jim pomohl dobýt jejich utlačovatele. Když T'Chaka zatkl N'Jobua, ten zaútočil na Zuriho a donutil T'Chaku, aby ho zabil. T'Chaka nařídil Zuri, aby lhala, že N'Jobu zmizel a nechal za sebou N'Jobuova amerického syna. Z tohoto chlapce, Erika „Killmonger“ Stevense, vyrostl afroamerický voják. Mezitím Killmonger zabije Klaue a odveze jeho tělo do Wakandy. Je přiveden před vůdce kmenů, kde odhalí svou identitu jako N'Jadaka, syn N'Jobua, a nárokuje si trůn. Killmonger vyzve T'Challu k rituálnímu boji, kde zabije Zuriho, porazí T'Challu a shodí ho z vodopádu. Killmonger požije bylinu, která dodává sílu Black Panthera a zbytek nařídí spálit, ale Nakia tajně nejprve jednu odnese.
Nakia, Shuri, Ramonda a Ross prchají pro pomoc ke kmeni Jabari. Najdou zde T'Challu v komatu, kterého zachránili Jabari jako splatnost za ušetření M'Bakuova života. T'Challa, vyléčený Nakiinou bylinou, se vrátí bojovat s Killmongerem. T'Challa při boji ve vibraniovém dole Wakandy naruší Killmongerův oblek a probodne ho. Killmonger odmítá být vyléčen a rozhodl se raději zemřít jako svobodný muž, než být uvězněn. Později se T'Challa rozhodne před Organizací spojených národů světu odhalit skutečnou rozvinutost Wakandy a sdílet její bohatství s okolním světem.

### Bitvy s Thanosem
V roce 2018 přinese T'Challa vyléčenému Barnesovi novou robotickou ruku. Následně přivítá Rogerse, Romanovovou, Wilsona, Rhodese, Bannera, Maximovovou a Visiona poté, co dorazí do Wakandy, aby Shuri mohla odstranit Visionův Kámen mysli. T'Challa spolu s wakandanskou armádou a Avengers, kteří dorazili, bojuje proti armádě Outriders. Později se k nim připojí i Thor, Rocket a Groot. Thanos však dorazí po boji na Titanu do Wakandy, dokončí a luskne s Rukavicí nekonečna, čímž zabije polovinu veškerého života ve vesmíru, včetně T'Chally.
V roce 2023 je T'Challa obnoven k životu, když přeživší Avengers znovu vytvoří Rukavici nekonečna a přivedou všechny zpět. T'Challa spolu s wakandanskou armádou jsou přivedeni Strangem do zničené základny Avengers, aby se zapojili do závěrečné bitvy proti alternativní verzi Thanose z roku 2014. T'Challa se později účastní pohřbu Tonyho Starka poté, co obětoval svůj život, aby porazil Thanose a jeho armádu.

## Alternativní verze

### Co kdyby…?

#### Star-Lord T'Challa
V alternativním roce 1988 jsou Ravagers posláni na Zemi Egem, aby získali jeho syna Petera Quilla. Přisluhovači Yondua Udonty Kraglin a Taserface však omylem unesou mladého T'Challu, který ale souhlasí, že se k nim připojí při průzkumu galaxie.
O 20 let později, je T'Challa slavným galaktickým žoldákem, psancem známým jako Star-Lord. Společně s Ravagers se mu podařilo zastavit loupež banky na planetě Tarnax IV, poskytl zbraně Ankaranskému odboji, zachránil Kylosiany před rasou Kree a přesvědčil Thanose, aby nezdecimoval polovinu vesmíru, přičemž se Thanos následně připojil k Ravagers.
Poté, co T'Challa získal Orb obsahující Kámen moci na Moragu, zamíří s Ravagers do baru na Contraxii. T'Challa se zde setká s barmanem Draxem, který mu poděkoval za záchranu jeho rodiny. K Ravagerům se poté připojí Nebula, která navrhne loupež s cílem ukrást "Uhlíky geneze", formu kosmického prachu schopnou terraformovat ekosystémy. Při loupeži se Nebula a Yondu setkávají s Taneleerem Tivanem na planetě Kdovíkde, zatímco T'Challa infiltruje jeho sbírku, aby našel onen prach.
Při prohledávání však objeví vesmírnou loď Wakandy obsahující zprávu od jeho otce T'Chaky. Nebula zdánlivě zradí Ravagers, což vede k zajetí T'Chally. Později jej zachrání Ravagers a odhalí, že Nebula a T'Challa naplánovaly lest, aby mohla získat Uhlíky geneze. T'Challa dokáže uniknout z vězení a s Udontovou pomocí bojuje s Tivanem. Poté se Ravagers vydají na Zemi, kde se T'Challa znovu setká se svými rodiči a mladší sestrou ve Wakandě.
T'Challa vede Ravagers do boje s Egem na Zemi a zachrání Petera Quilla, než se objeví Pozorovatel a naverbuje ho, aby se připojil ke Strážcům multivesmíru s úkolem porazit variantu Ultrona, která se pokouší zničit realitu. T'Challa se tak připojí k Doctorovi Strange Supreme, kapitánce Carterová, Thorovi, Gamoře, Romanovové a Killmongerovi v bitvě proti Ultronovi. Během boje T'Challa ukradne Kámen mysli, aby snížil Ultronovy síly, ale Strážci jsou stále slabší než Ultron. Nakonec uspějí poté, co Romanovová vstříkne vědomí Arnima Zoly do Ultronovy UI a vypne ho. T'Challa se následně vrátí do svého vesmíru a učí Quilla střílet z laserové pistole.

#### Zombie
V alternativním roce 2018 doprovází T'Challa Avengers do San Francisca ve snaze zadržet kvantový virus, který vypustili Hank Pym a Janet van Dyneová. Poté, co jsou Avengers napadeni a proměněni v zombie, T'Challa je zachráněn Visionem, ale brzy se dozví, že Vision ho zachránil pouze proto, aby mohl dát T'Challovo tělo infikované Wandě Maximovové. Když zbývající přeživší dorazí na Visionovu základnu, Bucky Barnes zjistí při úttěku, že T'Challovi chybí pravá noha. Protože se většina hrdinů obětuje, aby odrazila Maximovovou a zbytek zombie, T'Challa spolu s Parkerem a Langem odletí do Wakandy v naději, že pomocí Visionova Kamene mysli najdou způsob, jak vyléčit populaci, ale aniž to tuší, Wakanda byla mezitím infikována a ovládnuta zombifikovaným Thanosem.

#### Válka Ameriky s Wakandou
V alternativním roce 2010 se T'Challa pokouší přepadnout Ulysses Klaue, který prodává ukradené vibranium Jamesi Rhodesovi, který zastupuje armádu USA. Je však vlákán do pasti Killmongerem, který zabije T'Challu i Rhodese, což podnítí konflikt mezi Spojenými státy a Wakandou. Když se ve Wakandě koná pohřeb T'Chally, Killmonger přesvědčí Wakanďany, že T'Challu zabil Rhodes a získá si jejich důvěru. Po požití zázračné byliny se Killmonger setká s duchem T'Chally v Říši předků, kde Killmongera varuje, že ho jeho žízeň po moci nakonec pohltí.

## Výskyt

### Filmy
- Captain America: Občanská válka
- Black Panther
- Avengers: Infinity War
- Avengers: Endgame

### Seriály
- Co kdyby…?